# آدام استیفن
آدام استیفن (Adam Stephen) (حدود سال‌های ۱۷۱۸ میلادی – ۱۶ ژوئن ۱۷۹۱ میلادی)، پزشک و افسر نظامی آمریکایی متولد اسکاتلند، کسی بود که در تأسیس مارتینزبورگ ویرجینیای غربی کمک کرد. وی به آمریکایی شمالی مهاجرت کرد و در جریان جنگ جنگ فرانسویان و سرخپوستان در گروه شبه‌نظامیان استان ویرجینیا به رهبری جورج واشینگتن خدمت نمود. وی دوباره تحت رهبری واشینگتن در جنگ انقلابی آمریکا خدمت کرد و به رهبری بخشی از ارتش قاره‌ای ارتقا یافت. استیفن پس از یک حادثه آتش خودی در جریان نبرد ژرمن‌تاون، از ارتش اخراج شد اما به عنوان شهروند سرشناس ویرجینیای جنوبی به فعالیت خود ادامه داد، از جمله مدتی نماینده شهرستان برکلی در مجمع عمومی ویرجینیا بود.

## زندگی اولیه و خانوادگی
آدام استیفن در اسکاتلند به‌دنیا آمد. دیپلم خود را از کالج شاهی در ابردین به‌دست‌آورد و پزشکی را در ادینبرا خواند. استیفن بعداً ازدواج کرد و یک کودک به‌نام ان داشت.

## پزشک نیروی دریایی و مهاجر
قبل از مهاجرت به مستعمره بریتانیایی ویرجینیا، در اواخر سال ۱۷۳۰ یا اوایل سال ۱۷۴۰ استیفن در یک ناو بیمارستانی وارد خدمت نیروهای دریایی سلطنتی شد. وی در آنجا در فردریکزبرگ یک درمانگاه پزشکی را تأسیس کرد.

## سرباز و پیشگام
استیفن در سال ۱۷۵۴ به سپاهیان استانی پیوست و سرهنگ دوم هنگ ویرجینیا تحت فرماندهی جورج واشینگتن شد. این واحد نظامی در وینچستر (قسمت شرقی سلسله کوه‌های آپالیشین و در مرکز محلهٔ فریدریک در آن‌زمان)، مستقر بود و بعداً به سمت غرب در سراسر سلسله کوه‌های آپالیشین گسترش یافت. این واحد نظامی همچنین با آمریکایی‌های بومی جنگید که از جمله می‌توان از جنگ‌های جومونویل گلین و فورت نسسیتی (که هردو در سال ۱۷۵۴ وقوع پیوست و بعضی‌ها این جنگ‌ها را نقطه آغاز درگیری‌های جنگ فرانسه و سرخپوستان می‌دانند)، یادآوری کرد. سال بعد آن، واشینگتن، استیفن و شبه‌نظامیان ویرجینیا در سفر اکتشافاتی فجیع برادوک شرکت کردند. در سال ۱۷۵۶ استیفن به منظور نجات مستعمره نشینان از کارولینای جنوبی، رهبری ملیشه‌ها علیه کریک‌ها را به عهده گرفت. استیفن در سال ۱۷۵۹ در فورت بیدفورد (در سمت غربی سلسله کوه‌های آپالیشین درنزدیکی شاخه جنوبی دریای پوتوماک) فرمانده بود و خواهان تحویل احشام و اغنام به فورت پیت (پیتسبورگ آینده) گردید.
استیفن در سال ۱۷۶۱ احشام و اغنام و سایر کالاهای مورد ضرورت سازماندهی و تأمین مالی سفر اکتشافاتی تایمبرلک را به‌دست‌آورد و بعد از جنگ بریتانیا و چروکی، برای سازگاری منافع بریتانیا و چروکی (وسیع‌ترین بخش جنگ فرانسه و سرخپوستان) تلاش می‌کرد. در تابستان سال ۱۷۶۳ مهاجرین جدیداً ساکن شده، از هجمه‌های دلاور و شاونیز بر بخش‌های جنوبی محل سکونت شان شکایت کردند، چنان‌که بسیاری از ساکنین آن‌زمان محلهٔ همپشایر، خانه‌های خویش را ترک نموده بودند. از همین‌رو در ماه اوت فرماندار، سرهنگ استیفن را اجازه داد تا به تعداد ۵۰۰ نفر از شبه‌نظامیان همپشایر، کولپیپر، فاکوئیر، لودون و شبه‌نظامیان محله فریدریک را فرا بخواند و ماه بعد به آنها گفت که به حفاظت از پاسگاه‌های قسمت‌های جنوبی ادامه دهند تا مبادا آمریکائیان بومی به خاطر تلفاتی نظامی که تابستان آن سال در بروشی رون در جنوب پیتسبورگ در برابر نظامیان بریتانیایی تحت فرماندهی سرهنگ هنری باکوئیست متحمل شده بودند، دست به حمله تلافی جویانه بزنند. در حالیکه سروان چارلز لویس ۶۰ تن از زندانیان مهاجر سابق را در سال ۱۷۶۴ به فورت پیت اسکورت می‌کرد، استیفن فرماندهی هنگ ویرجینیا را از واشینگتن به عهده گرفت و به هدف کمک به سرکوب شورش پونتیاک راهی سمت غرب شد.
زمانی‌که زنگ جنگ انقلابی آمریکا شیوع یافت، استیفن دوباره تحت نظر واشینگتن، به ارتش قاره‌ای آمریکا خدمت کرد. در جریان لشکرکشی‌های نیویورک و نیوجرسی در سال ۱۷۷۶ و اوایل سال ۱۷۷۷، در ارتش بود و به عنوان سرلشکر، فرماندهی یک بخش ارتش واشینگتن در حین دفاع از فیلادلفیا به وی واگذار شده بود. در نبرد جرمن‌تاون که در ماه اوت سال ۱۷۷۷ بوقوع پیوست، افراد استیفن در تاریکی هوا با نیروهای تحت رهبری سرهنگ آنتونی وین جنگیدند. استیفن متهم به شراب خواری در جریان نبرد شد و بعد از محکومیت در یک دادگاه نظامی از فرماندهی عزل و از ارتش اخراج شد. با این کار، وی یگانه سرلشکر ارتش قاره‌ای بود که در دادگاه نظامی محاکمه و بلافاصله در جریان جنگ از خدمت در ارتش اخراج گردید.

## سیاست‌مدار
قبل از شروع جنگ، استیفن در ویرجینیای غربی زندگی می‌کرد و رأی دهندگان محله برکلی (محلهٔ که در سال ۱۷۷۲ ایجاد شد) وی را (در کنار رابرت رادرفورد) به عنوان یکی از دو نماینده خویش در دومین کنوانسیون انقلابی ویرجینیا که در کلیسای اسقفی سنت جان در ریچموند میان ۲۰ الی ۲۷ مارس سال ۱۷۷۵ برگزار شده بود، انتخاب نمود. در پایان جنگ، استیفن به محلهٔ برکلی (محله‌ای که بعد از سپری شدن مدت زیادی از مرگ استیفن به ویرجینیای غربی تغییر نام یافت) برگشت. استیفن در سال ۱۷۷۸ نقشه شهر مارتینزبورگ را ترسیم و شهر جدید را به اسم دوست‌اش سرهنگ توماس بریان مارتین نام‌گذاری کرد. استیفن کلانتر محلهٔ وسیع برکلی آن‌زمان با مرکزیت مارتینزبورگ، شد. بعداً سرتیپ هوراتیو گیتس و چارلز لی هردو در این محله ملک خریداری نموده و در همان نزدیکی زندگی نمودند. استیفن در سال ۱۷۸۸ از طرف رای‌دهندگان محله‌ای برکلی به کنوانسیون تصویب قانون اساسی ویرجینیا انتخاب شد که در آن کنوانسیون به نفع تصویب قانون اساسی ایالات متحده آمریکا صبحت (و رأی) داد. علی‌رغم مخالفت اشخاص با نفوذ سیاسی مانند پاتریک هنری و جورج ماسون، کنوانسیون ویرجینیا با ۸۹ رأی در برابر ۷۹ رای قانون اساسی را تصویب نمود و این تا حدی زیادی به این دلیل بود که نمایندگان ویرجینیای غربی (از جمله استیفن) ۱۵ در برابر ۱ از آن حمایت نمودند.

## میراث
استیفن در سال ۱۷۹۱ در مارتینیزبورگ فوت نمود و در زیر بنای یادبودی که به افتخار وی بنا شده بود، دفن گردید.
خانه آدام استیفن در مارتینزبورگ و باور در نزدیکی شپهردووستون (بالای ملکیی که وی در محله جفرسون ویرجینیای غربی داشت)، امروز باقی‌مانده و ثبت فهرست ملی مکان‌های تاریخی شده‌است.